# ان‌جی‌سی ۲۱۹۴
ان‌جی‌سی ۲۱۹۴ (انگلیسی: NGC 2194) یک خوشه باز در صورت فلکی شکارچی است. این خوشه در حدود ۱۰ هزار سال نوری با زمین فاصله دارد.